# Moi Gómez
Moisés „Moi“ Gómez Bordonado (* 23. Juni 1994 in Rojales) ist ein spanischer Fußballspieler. Der offensive Mittelfeldspieler steht seit 2022 beim CA Osasuna in Pamplona unter Vertrag.

## Karriere

### Vereine
Gómez spielte in der Jugendabteilung des Club Deportivo Tháder in seiner Geburtsstadt Rojales und kam über die Station FC Alicante im Jahr 2010 zur Jugend des FC Villarreal. Dort kam er noch während seiner A-Jugendzeit am 30. April 2011 bei der 0:2-Niederlage im Heimspiel gegen Gimnàstic de Tarragona erstmals für die zweite Mannschaft in der Segunda División zum Einsatz. Sein Debüt für die erste Mannschaft in der Primera División gab er am 28. November 2011 bei der 1:2-Niederlage beim FC Málaga. Das erste Tor seiner Profikarriere erzielte er am 25. Februar 2012 für die zweite Mannschaft zur 1:0-Führung beim 2:0-Sieg beim CD Guadalajara. Ab der Saison 2014/15 stand Gómez nicht mehr im Kader der zweiten Mannschaft und entwickelte sich in der Profimannschaft zum Stammspieler.
Zur Saison 2015/16 wurde Gómez für ein Jahr an den Ligakonkurrenten FC Getafe verliehen. Nach seiner Rückkehr wechselte er zu Beginn der Spielzeit 2016/17 zum ebenfalls in der Primera División spielenden Verein Sporting Gijón, bei dem er einen Vierjahresvertrag unterschrieb. Im Januar 2018 wurde Gómez für anderthalb Jahre an die SD Huesca verliehen und erreichte mit der Mannschaft zur Spielzeit 2018/19 den Aufstieg in die Primera División. Im August 2019 kehrte Gómez zum FC Villarreal zurück. In der Spielzeit 2020/21 gewann er mit der Mannschaft die UEFA Europa League. Mitte 2022 ging er in den Norden Spaniens zum CA Osasuna.

### Nationalmannschaft
Gómez durchlief von der U16-Auswahl an alle Jugendmannschaften des spanischen Fußballverbands. Am 12. November 2014 kam er bei der 1:4-Niederlage gegen Belgien erstmals für die spanische U21-Nationalmannschaft zum Einsatz. Sein erstes Tor für die U21 gelang ihm am 30. März 2015 beim 4:0-Sieg gegen Belarus.

## Erfolge
SD Huesca
- Aufstieg in die Primera División: 2018

FC Villarreal
- Europa-League-Sieger: 2021